# Virle Piemonte
Virle Piemonte és un comune (municipi) de la ciutat metropolitana de Torí, a la regió italiana del Piemont, situat a uns 25 quilòmetres al sud-oest de Torí. A 1 de gener de 2019 la seva població era de 1.173 habitants.
Virle Piemonte limita amb els següents municipis: Castagnole Piemonte, Osasio, Cercenasco, Vigone i Pancalieri.